# 岸本百恵
岸本 百恵（きしもと ももえ、7月26日 - ）は、日本の女性声優。
兵庫県出身。ケンユウオフィス準所属。

## 略歴
小学生の頃からアニメが好きであり、職業としての声優を知り、同じ人物が色々なキャラクターを演じ分けている事に衝撃と感動を覚え、「表にはあまり出ない影のヒーローのような存在だな」と、憧れを抱いていたという。
元々引っ込み思案という事もあり、家族を含めた周囲の大人から「容易になれる道ではない」と反対され続けており、大学か専門学校に進学する段階で、悩み、もう一つ関心を抱いていた介護福祉士の道へ進む。
介護福祉士の資格を取得し、病院で働きながらも、声優になるという夢を消す事は出来ず、次第に気持ちは膨らみ、「結果はわからないけれど、やってみないとこの先絶対に後悔する!」と思い、家族、親戚の反対を押し切って上京。
東京アナウンスアカデミー（現：東京アナウンス・声優アカデミー）卒業。
演劇部隊チャッターギャング、ボイスワークを経て、ケンユウオフィスに所属。

## 人物
趣味は献血、カラオケ。特技は関西弁（播州弁）、一人ミュージカル。

## 出演
太字はメインキャラクター。

### テレビアニメ
2012年
- さくら荘のペットな彼女（おばさん）
- 戦国コレクション（パン屋の客）
- リトルバスターズ!（2012年 - 2013年、親戚の女A、女性） - 2シリーズ
- 輪廻のラグランジェ season2（鰐淵さなえ）

2013年
- 有頂天家族（仲居A）
- 凪のあすから（おばさん）
- 変態王子と笑わない猫。（シスター）

2014年
- SHIROBAKO（杉江の妻）
- 世界征服 謀略のズヴィズダー（蓮華の母）
- ノラガミ（2014年 - 2015年、佐々木さん） - 2シリーズ
- マンガ家さんとアシスタントさんと THE ANIMATION（奥さん）

2015年
- アルスラーン戦記（街の女）
- 純潔のマリア（住民女A）

2016年
- 牙狼 -紅蓮ノ月-（文使いの女）
- チア男子!!（晴希の母、一馬の祖母、坂東美春）
- 91Days（おばさん）

2017年
- うらら迷路帖（だんご屋）
- ひなこのーと（真雪の母）
- 最遊記RELOAD BLAST（村の女、村人）
- 地獄少女 宵伽（真山房枝）

2018年
- DOUBLE DECKER! ダグ&キリル（ナースA）
- 軒轅剣 蒼き曜（母）
- やがて君になる（親戚）

2019年
- キャロル&チューズデイ（アンヌ）
- どろろ（中年女）
- BEASTARS（コアラ）
- 星合の空（太洋の母）

2021年
- 宇宙なんちゃら こてつくん（2021年 - 2022年、こてつのお母さん、夢の中の先生）

2022年
- SPY×FAMILY（近所の住人） - 2シリーズ
- サザエさん（2022年 - 2024年、船木、夢ちゃん、春枝）

### 劇場アニメ
- 屍者の帝国（2015年）

### OVA
- 少女たちは荒野を目指す（2015年、女教師）※アニメEdition付属

### ゲーム
2010年代
- マブラヴ オルタネイティヴ トータル・イクリプス（2014年） - PC版
- 赤い砂堕ちる月（2016年、鄧皇后、スリの子供）
- Far Cry 5（2018年、グレース・アームストロング）
- Far Cry New Dawn（2019年）
- デトロイト ビカム ヒューマン（2018年、クロエ）
- スター・ウォーズ ジェダイ:フォールン・オーダー（2019年）

2020年代
- ホグワーツ・レガシー（2023年、マチルダ・ウィーズリー）
- デッドライジング デラックスリマスター（2024年）

### ドラマCD
- 言ノ葉便り（余村の母、店内アナ[7]）
- 言ノ葉ノ花 短編集（女子大生B）
- 500年の営み（母親[1]）
- スメルズライクグリーンスピリット SIDE B[8]
- 空と原（空乃の母[1]）
- 不謹慎で甘い残像（火野[1]、女性スタッフ[1]）

### 吹き替え

#### 映画
- アクト・オブ・ウォー（ジュディス〈アナ・ウラル〉）
- ある女流作家の罪と罰（ネル〈シェー・ドリン〉）
- アルマゲドン2012 マーキュリー・クライシス（ブルック〈ジェシカ・パーカー・ケネディ〉）
- アンロック/陰謀のコード（通訳女[9]）
- エミリア・ペレス（エピファニア〈アドリアーナ・パス〉[10]）
- オーシャンズ8（ガラ・ホスト[11]）
- グリム・アベンジャーズ（シンデレラ〈マイリン・サーリー〉）
- 最'新'絶叫計画（霊女）※Netflix配信版
- 最後の猿の惑星（リサ〈ナタリー・トランディ〉[12]）※フジテレビ版のWOWOW追加録音部分
- 砂上の法廷（ジャネル〈ググ・バサ＝ロー〉）
- ザ・テキサス・レンジャーズ
- シャークネードシリーズ
  - シャークネード エクストリーム・ミッション
  - シャークネード5 ワールド・タイフーン（オリオン〈オリビア・ニュートン＝ジョン〉）
- スーパー・マグナム（キャサリン・デイビス弁護士〈デボラ・ラフィン〉）※BSジャパン版
- スイス・アーミー・マン（サラ・ジョンソン〈メアリー・エリザベス・ウィンステッド〉[13]）
- タイム・ラヴァーズ 時空を繋ぐ指輪（トゥラジャ〈ビパシャ・バスー〉）
- ダンボ（キャサリン〈ゼナイダ・アルキャルディ〉）
- チェイシング・コーラル 消えゆくサンゴ礁（ジョニー）
- DCフィルムズ・ユニバース
  - マン・オブ・スティール（ロス夫人〈ハイディ・ケッテンリング〉）
  - バットマン vs スーパーマン ジャスティスの誕生（ソルダッド・オブライエン）
  - ワンダーウーマン（ファウスタ〈レイチェル・ピックアップ〉[14]）
  - ジャスティス・リーグ（先生女[15]）
- ティグ: それでも立ち続ける（アマンダ・ノックス）
- バッド・ジーニアス 危険な天才たち（パットの母）
- バッド・マイロ!
- ホビット 決戦のゆくえ（キャンプの母）
- マーティン/呪われた吸血少年
- マザー!
- ラバランチュラ 全員出動!（オリヴィア・ウェスト〈ニア・ピープルズ〉）
- リトル・パイレーツ セイバートゥース海賊団と黄金の国（フリーダ〈ツヴァ・ノヴォトニー〉）
- 傭兵のハカ（ソセフォの妻）

#### ドラマ
- アウトキャスト
- インスティンクト -異常犯罪捜査- シーズン1 #10
- ヴァイキング 〜海の覇者たち〜（皇女ギスラ〈モルガン・ポランスキー〉）
- 埋もれる殺意〜39年目の真実〜
- 埋もれる殺意〜26年の沈黙〜（サラ・マームード[16]〈バドリア・ティミミ〉）
- NCIS:LA 〜極秘潜入捜査班（キム[1]）
- エレメンタリー4 ホームズ&ワトソン in NY
- グッド・ガールズ!〜NY女子のキャリア革命〜
- サバイバー: 宿命の大統領
- 私立探偵ヴァルグ2（レナーテ[1]）
- 新米刑事モース 〜オックスフォード事件簿〜（モナ）
- スイッチ 〜運命のいたずら〜（メロディ[1]〈マーリー・マトリン〉）
- SUITS/スーツ シーズン6
- スキャンダル 託された秘密（リサ[1]）
- Trying～親になるステップ～（サンドラ・ロス〈ポーラ・ウィルコックス〉)
- トレマーでの最後の夜に(マリア<ピラール・カストロ>)
- DIVORCE/ディボース（ダラス〈タリア・バルサム〉）
- FARGO/ファーゴ（ベッツィー〈クリスティン・ミリオティ〉）
- バッドランド 〜最強の戦士〜 シーズン3
- ブラインドスポット タトゥーの女（ミリセント・ヴァンダーウォール〈ローレン・スタミール〉 他）
- BULL / ブル 法廷を操る男 シーズン2
- MACGYVER/マクガイバー
- THE MENTALIST メンタリストの捜査ファイル5 ※異なる役で毎回レギュラー出演

#### アニメ
- 悪魔バスター★スター・バタフライ（イクリプサ）
- アドベンチャー・タイム
- カーズ/クロスロード（レポーター女1）
- 西遊記 ヒーロー・イズ・バック
- 出張ヒーローZERO（ローズ）
- スター・ウォーズ 反乱者たち
- 爆走ナマケモノ! フリーキー（ミュリエル）
- 百妖譜（黄夫人）
- ブルーイ（トリクシーおばさん、ナナ）
- ロングのゆかいなレストラン（ミズ・チャウ[17]）

#### その他
- プロジェクト・ランウェイ（アレキサンドリア・フォン・ブロムッセン）

### ボイスオーバー
- スッキリ!![1]
- BS世界のドキュメンタリー（2013年 - 、NHK BS1） 
  - 「PLAY 〜なぜ人はスポーツをするのか〜」（2013年、ジュスティーヌ・エナン[1]）
- 地球ドラマチック（2017年 - 、NHK Eテレ）
  - 「カッシーニ 土星探査の軌跡」（2018年）
  - 「皇帝ネロの捜査ファイル～暴君は真実か?～」（2018年）
  - 「ビッグベン 世紀の大修復プロジェクト」（2018年）

### ナレーション
- KBS World 番組宣伝[1]
- 医療VP[1]

### 舞台
- 劇団桃唄309「K病院の引っ越し」[1]
- 演劇部隊チャッターギャング
  - 「屋上の上からアメリカが見える」[1]
  - 「クビがとんでもうごいてみせます」[1]

### シリーズ一覧
1. ↑  第1クール（2022年）、第2クール（2022年）